# Eding Sport Football Club de la Lékié
Actualités
Le Eding Sport de la Lékié FC est un club de football camerounais situé dans la ville de Yaoundé au Cameroun.
Dès sa deuxième année dans l'élite camerounaise, le club s'empare du titre de champion du Cameroun.

## Palmarès
- Championnat du Cameroun
  - Vainqueur en 2017
- Coupe du Cameroun
  - Vainqueur en 2018[1]

## Match internationaux
| Date            | Stade                     | Score | Buteur équipe 2                                       | Equipe 2          | Compétitions                       |
| --------------- | ------------------------- | ----- | ----------------------------------------------------- | ----------------- | ---------------------------------- |
| 11 février 2018 | Jos International Stadium | 0-3   | 20' Elijah Ogene, 84' Sunday Ngbede, '91 Joshua Obaje | Plateau United FC | Ligue des champions de la CAF 2018 |
| 21 février 2018 | Stade de Ngoa Ekélé       | 0-1   | 53' Raphael Ayagwa                                    | Plateau United FC | Ligue des champions de la CAF 2018 |